# Committee on Space Research
Das internationale Committee on Space Research (COSPAR; deutsch Ausschuss für Weltraumforschung) ist der globale Dachverband für wissenschaftliche Aktivitäten auf dem Gebiet der Weltraumforschung mit Sitz in Paris.

## Gründung und Kongresse
Die Gründung erfolgte im Jahr 1958 auf einem internationalen Kongress des International Council for Science (ICSU). Es sollte am Beginn des „Space Age“ (Start der ersten künstlichen Erdsatelliten Sputnik 1, 1957) ein weltweites Forum für Wissenschaftler werden, die auf Gebieten der Erdatmosphäre, der Weltraumkunde und erdnahen Astronomie tätig sind.
Die Organisation fördert im Speziellen weltraumbezogene Grundlagenforschung und ihre Anwendung mit Raumsonden, Raketen und Ballonsonden. Sie unterliegt den Grundsätzen der ICSU, d. h., sie behandelt alle Fragen – möglichst frei von politischen Rücksichten – aus wissenschaftlichem Blickwinkel. In der Anfangsphase des Kalten Krieges durch eine Vereinbarung der US-amerikanischen mit der sowjetischen Akademie entstanden, wurde COSPAR eine frühe und wichtige Brücke zwischen Ost und West. Die maßgebliche Rolle dieser beiden Akademien ist in der Struktur von COSPAR festgeschrieben. Im ersten Jahrzehnt gab es heftige Ost/West-Auseinandersetzungen, vor allem um die neutrale Besetzung des Präsidenten-Posten, für den das alleinige Vorschlagsrecht den beiden Akademien zusteht.
Der erste internationale COSPAR-Kongress fand bereits im Januar 1960 in Nizza statt. Die umfangreichen Tagungsbände der ersten Jahreskongresse waren zu Beginn der Raumfahrt eine ihrer wichtigsten Informationsquellen. Wegen der starken Zunahme spezialisierter Tagungen ging man in den 1980ern auf eine zweijährige Abfolge der COSPAR-Generalversammlungen über. Die 41. Generalversammlung in Istanbul wurde nach dem Putschversuch in der Türkei abgesagt.
| General- versammlung | Jahr | Stadt                  | Land                |
| -------------------- | ---- | ---------------------- | ------------------- |
| 42.                  | 2018 | Pasadena (Kalifornien) | Vereinigte Staaten  |
| 41.                  | 2016 | Istanbul (abgesagt)    | Türkei              |
| 40.                  | 2014 | Moskau                 | Russland            |
| 39.                  | 2012 | Mysuru                 | Indien              |
| 38.                  | 2010 | Bremen                 | Deutschland         |
| 37.                  | 2008 | Montreal               | Kanada              |
| 36.                  | 2006 | Peking                 | Volksrepublik China |
| 35.                  | 2004 | Paris                  | Frankreich          |
| 34.                  | 2002 | Houston                | Vereinigte Staaten  |
| 33.                  | 2000 | Warschau               | Polen               |

## Ziele
Das Committee on Space Research ist ein globales Forum der Weltraum-Wissenschaften. Es unterstützt den Austausch von Ergebnissen und die Forschung in allen Bereichen der Raumfahrt auf internationaler Ebene und ist für alle Interessierten eine interdisziplinäre Plattform der Diskussion.
Besondere Betonung legt COSPAR auf den Austausch von Daten und Resultaten, auf deren international zugängliche Publikation und auf internationale Forschungsprojekte. Mittel zu diesen Zielen sind vor allem die Organisation wissenschaftlicher Tagungen, die Herausgabe spezieller Berichte und von einschlägigen Zeitschriften, aber auch die Einrichtung fortlaufend arbeitender Projektgruppen. Als solche sind insbesondere zu nenne: für die irdische Neutral-Atmosphäre COSPAR International Reference Atmosphere (CIRA), für die irdische Ionosphäre International Reference Ionosphere (IRI, gemeinsam mit URSI) und neuerdings auch für Planeten-Atmosphären.
Der 2002 gewählte Präsident Roger-Maurice Bonnet vom französischen CNES (Zentrum für Raumfahrtstudien) betonte, dass die gesamte Wissenschaftsgemeinschaft ein Zugriffsrecht („Open Access“) auf die Resultate nationaler Weltraum-Aktivitäten und der internationalen Raumstation habe.

## Publikationen
COSPAR gibt derzeit mehrere Reihen von Periodika heraus:
- Das Journal „Advances in Space Research“ (ASR) incl. dem COSPAR Information Bulletin.
  - Die Proceedings der von COSPAR organisierten Symposien und anderer Tagungen. Sie enthalten ausschließlich „reviewed papers“ aus folgenden Gebieten: Fernerkundung der Erde, Meteorologie und Klimakunde, Erde-Mond-System, Planeten, Kleinkörper und Plasma im Sonnensystem, Magnetosphären und Obere Erdatmosphäre von Erde u.Planeten, raumgestützte Astrophysik und Materialphysik, Astrobiologie.
  - Einzelne ASR-Bände sind speziellen Forschungsthemen gewidmet und auch einzeln erhältlich.
  - Das COSPAR Information Bulletin erscheint seit 1960. Es ist außer den Mitgliedern auch anderen Wissenschaftlern zugänglich und publiziert laufende Aktivitäten der Weltraumforschung mit Satelliten und Raumsonden. Gastautoren, „Invited Papers“ oder Bildberichte ergänzen das Bulletin regelmäßig, sowie der „International Geophysical Calendar“.
- COSPAR-Kolloquien: Die Proceedings erscheinen seit 1989 im Elsevier Science-Verlag:
  - Vol.16 (2003) – Frontiers of Magnetospheric Plasma Physics – Plasma Processes in the Near-Earth Space: INTERBALL and Beyond
  - Vol.15 – Dust in the Solar System and Other Planetary Systems
  - Vol.14 – Solar-Terrestrial Magnetic Activity and Space Environment
  - Vol.13 – Multi-Wavelength Observations of Coronal Structure and Dynamics
  - Vol.12 – Space Weather Study Using Multipoint Techniques
  - Vol.11 – The Outer Heliosphere: The Next Frontiers
  - Vol.10 – Microsatellites as Research Tools
  - Vol.9 – Magnetospheric Research with Advanced Techniques
  - Vol.8 – Remote Sensing of Subtropical Oceans
  - Vol.7 – Low-Latitude Ionospheric Physics
  - Vol.5 – Solar-Terrestrial Energy Program: The Initial Results from STEP Facilities and Theory Campaigns
  - Vol.4 – Plasma Environments of Non-Magnetic Planets
  - Vol.3 – Solar Wind Seven
  - Vol.2 – The Environmental Model of Mars
  - Vol.1 – Physics of the Outer Heliosphere.